# 500 Milhas de Indianápolis de 2004
As 500 Milhas de Indianápolis de 2004 foi a 88ª edição da prova e a quarta prova da temporada. A prova aconteceu no Indianapolis Motor Speedway, e o vencedor foi o piloto estadunidense Buddy Rice da equipe Rahal Letterman.

## Resultados

### Corrida
| Pos final | Pos inicial | N.º | Nome                       | Qual    | Rank | Voltas | Led | Posição     |
| --------- | ----------- | --- | -------------------------- | ------- | ---- | ------ | --- | ----------- |
| 1         | 1           | 15  | Buddy Rice                 | 222.024 | 1    | 180    | 91  | Corrida     |
| 2         | 5           | 11  | Tony Kanaan                | 221.200 | 5    | 180    | 28  | Corrida     |
| 3         | 2           | 26  | Dan Wheldon                | 221.524 | 2    | 180    | 26  | Corrida     |
| 4         | 23          | 7   | Bryan Herta                | 219.871 | 13   | 180    | 3   | Corrida     |
| 5         | 4           | 36  | Bruno Junqueira            | 221.379 | 4    | 180    | 16  | Corrida     |
| 6         | 7           | 17  | Vitor Meira                | 220.958 | 7    | 180    | 0   | Corrida     |
| 7         | 6           | 5   | Adrián Fernández           | 220.999 | 6    | 180    | 3   | Corrida     |
| 8         | 13          | 1   | Scott Dixon                | 219.319 | 14   | 180    | 0   | Corrida     |
| 9         | 8           | 3   | Helio Castroneves (V)      | 220.882 | 8    | 180    | 0   | Corrida     |
| 10        | 12          | 16  | Roger Yasukawa             | 220.030 | 12   | 180    | 0   | Corrida     |
| 11        | 9           | 55  | Kosuke Matsuura (R)        | 220.740 | 9    | 180    | 0   | Corrida     |
| 12        | 24          | 51  | Alex Barron                | 218.836 | 17   | 180    | 3   | Corrida     |
| 13        | 20          | 8   | Scott Sharp                | 215.635 | 24   | 180    | 0   | Corrida     |
| 14        | 3           | 27  | Dario Franchitti           | 221.471 | 3    | 180    | 1   | Corrida     |
| 15        | 25          | 24  | Felipe Giaffone            | 216.259 | 22   | 179    | 0   | Corrida     |
| 16        | 29          | 21  | Jeff Simmons (R)           | 214.783 | 26   | 179    | 0   | Corrida     |
| 17        | 17          | 20  | Al Unser, Jr. (V)          | 217.966 | 19   | 179    | 0   | Corrida     |
| 18        | 10          | 4   | Tomas Scheckter            | 220.417 | 10   | 179    | 0   | Corrida     |
| 19        | 26          | 12  | Tora Takagi                | 214.364 | 27   | 179    | 0   | Corrida     |
| 20        | 30          | 33  | Richie Hearn               | 213.715 | 29   | 178    | 0   | Corrida     |
| 21        | 19          | 39  | Sarah Fisher               | 215.771 | 23   | 177    | 0   | Corrida     |
| 22        | 33          | 18  | Robby McGehee              | 211.631 | 33   | 177    | 0   | Corrida     |
| 23        | 28          | 91  | Buddy Lazier (V)           | 215.110 | 25   | 164    | 0   | Fuel System |
| 24        | 32          | 25  | Marty Roth (R)             | 211.974 | 32   | 128    | 0   | Accident FS |
| 25        | 15          | 10  | Darren Manning (R)         | 219.271 | 16   | 104    | 0   | Accident T4 |
| 26        | 11          | 6   | Sam Hornish, Jr.           | 220.180 | 11   | 104    | 9   | Accident T4 |
| 27        | 27          | 13  | Greg Ray                   | 216.641 | 20   | 98     | 0   | Accident T4 |
| 28        | 31          | 98  | P.J. Jones (R)             | 213.355 | 30   | 92     | 0   | Accident BS |
| 29        | 18          | 70  | Robby Gordon/Jaques Lazier | 216.522 | 21   | 88     | 0   | Mecanica    |
| 30        | 14          | 2   | Mark Taylor (R)            | 219.282 | 15   | 62     | 0   | Accident T3 |
| 31        | 16          | 52  | Ed Carpenter (R)           | 218.590 | 18   | 62     | 0   | Accident T3 |
| 32        | 22          | 41  | Larry Foyt (R)             | 213.277 | 31   | 54     | 0   | Accident T2 |
| 33        | 21          | 14  | A.J. Foyt IV               | 214.256 | 28   | 26     | 0   |             |

(V) = vencedor do Indianapolis 500; (R) = Rookie (estreante)